# Mlýny (nádraží)
Mlýny jsou železniční stanice, která se nachází v kytlické části Mlýny na katastrálním území Kytlické Mlýny v okrese Děčín. Stanice leží v km 31,960 neelektrizované jednokolejné železniční trati Děčín–Rumburk mezi stanicemi Česká Kamenice a Jedlová.

## Historie
Nádraží původně nazvané podle vesničky Hillův Mlýn (Hillemühl) bylo zprovozněno společností Česká severní dráha 16. ledna 1869, tedy současně se zahájením provozu tratě v úseku z Děčína do Jedlové. Kvůli výstavbě stanice musela být do nového koryta přeložena řeka Kamenice, zbourána musela být rovněž škola, několik chalup a kaplička. Nádraží disponovalo nakládkovou a vykládkovou kolejí s přilehlou manipulační plochou, nakládací rampou a vodárenskou věží pro doplňování parních lokomotiv vodou. Po vzniku Československa v roce 1918 se stanice jmenovala Falknov-Hillův Mlýn. V období německé okupace v letech 1938–1945 neslo nádraží název Hillemühl, po válce opět Hillův Mlýn. Název Mlýny se používá od roku 1951. Někdy mezi lety 2004 a 2016 proběhla výměna staničního zabezpečovacího zařízení: původní elektromechanické zabezpečovací zařízení bylo nahrazeno modernějším reléovým (RZZ). V roce 2018 prošla budova nádraží celkovou rekonstrukcí.

## Popis stanice

### Původní stav - elektromechanické zabezpečovací zařízení
Původně bylo ve stanici elektromechanické zabezpečovací zařízení - ústřední stavědlo, které bylo ovládáno výpravčím a signalistou (jen na denních směnách), všechna návěstidla byla světelná. Uspořádání kolejiště bylo shodné s pozdějším stavem s RZZ. Dvě výhybky, které byly rozhodující pro postavení vlakových cest na 1. nebo 2. kolej byly ovládány pákami a drátovody z dopravní kanceláře (DK), ostatní výhybky se přestavovaly ručně.
Oproti pozdější situaci nebyly ve stanici cestová návěstidla, jen odjezdová, ale pro jízdu po hlavní koleji bylo vybudována opakovací předvěst OPř L1. Vjezdová návěstidla víceméně ve shodné poloze jako později. Přejezd, který křížil obě dopravní kolej, nebyl opatřen závorami. Další přejezdy na jedlovském zhlaví byly zabezpečeny následovně (ve směru jízdy do Jedlové): mechanické závory (trvale uzavřeny, ovládány drátovody z DK), výstražné kříže, mechanické závory (ovládány drátovody z DK). Nástupiště byla shodná s pozdějším stavem.
Jízdy vlaků mezi Mlýny a Jedlovou byly zabezpečeny pomocí reléového poloautomatického bloku, mezi Mlýny a Českou Kamenicí pak fungoval hradlový poloautomatický blok.

### Aktuální stav - reléové zabezpečovací zařízení
V roce 2016 už byla stanice vybavena reléovým zabezpečovacím zařízením AŽD 71, které ovládá místně výpravčí z dopravní kanceláře ve výpravní budově. Všechna návěstidla jsou světelná.

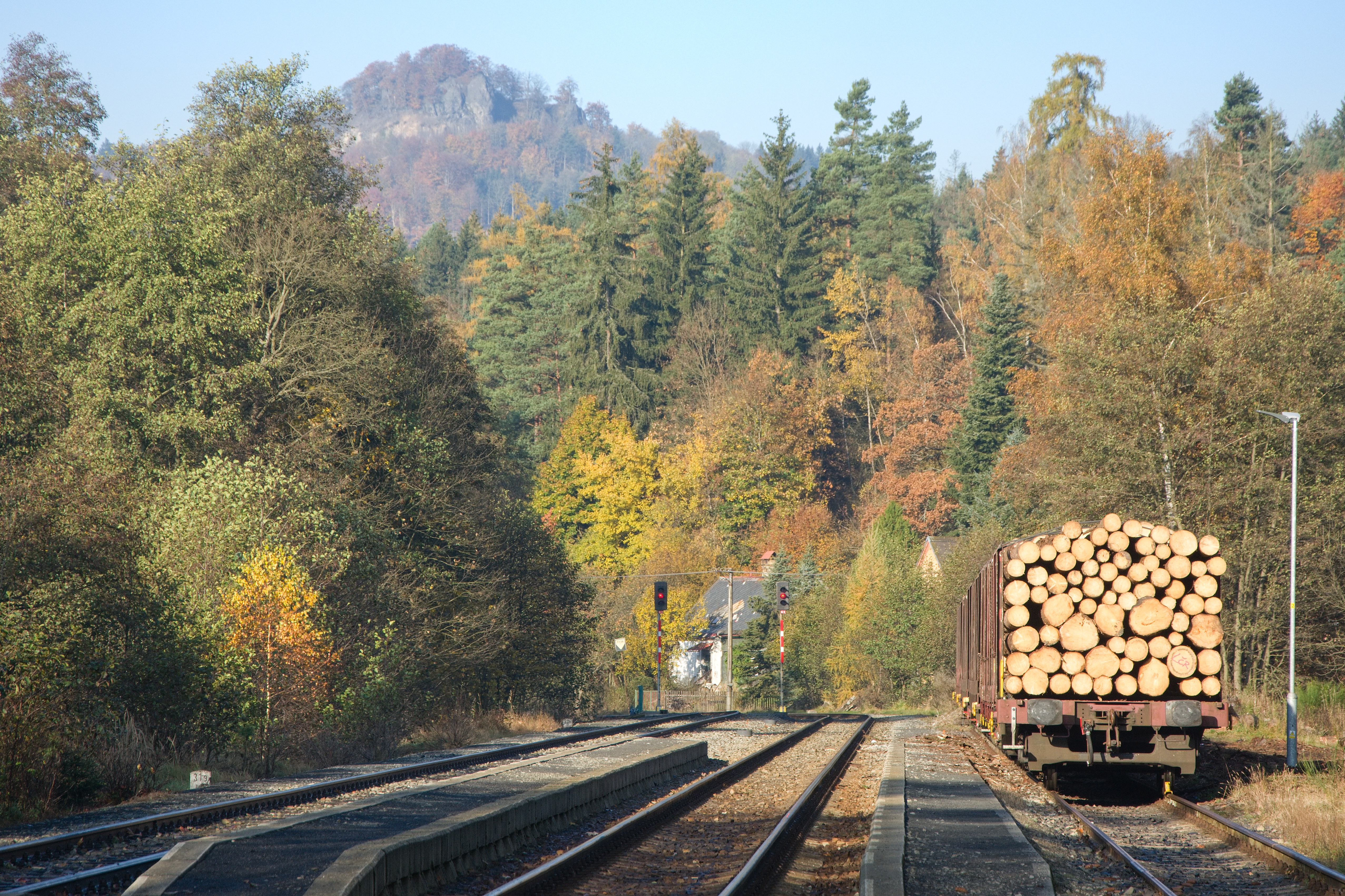
Pohled ke kamenickému zhlaví

Ve stanici jsou dvě dopravní koleje. Přímo u budovy je kusá manipulační kolej č. 3, následuje dopravní kolej č. 1 a dopravní kolej č. 2. Tyto dvě dopravní koleje jsou ještě rozděleny cestovými návěstidly Lc1 a Lc2, které kryjí přejezd P2619 (vybavený světelným přejezdovým zabezpečovacím zařízením se závorami). Za těmito návěstidly pokračují tyto koleje označené jako 1a a 2a až k odjezdovým návěstidlům ve směru na Jedlovou. V celku mají obě koleje shodnou užitečnou délku 479 m. Ve stanici jsou celkem čtyři výhybky. Rozhodující výhybky č. 1 a 4, které umožňují jízdu z tratě na kolej č. 1 nebo 2, jsou vybaveny elektromotorickým přestavníkem a ohřevem, do odbočky (tj. na kolej / z koleje č. 3) umožňují jízdu rychlostí 60 km/h (dříve jen 40 km/h). Zbývající dvě výhybky (na manipulační kolej a do odvratné koleje) se přestavují ručně.
U obou dopravních kolejí jsou zřízena jednostranná nástupiště o délce 100 m s výškou nástupní hrany 200 mm nad temenem kolejnice. Příchod na tato nástupiště umožňuje úrovňový přechod přes koleje.
Stanice je kryta z návazných traťových úseků vjezdovými návěstidly L (od České Kamenice) v km 31,343, z opačného směru pak S v km 32,569. Kromě výše zmíněného přejezdu se ve stanici nacházejí další tři přejezdy, všechny se nacházejí na jedlovském záhlaví. Všechny jsou vybaveny světelným přejezdovým zabezpečovacím zařízením bez závor. Jedná se o přejezdy P2620 v km 32,298, P2621 v km 32,434 a P2622 v km 32,557.
Jízdy vlaků v obou přilehlých traťových úsecích jsou zabezpečeny pomocí automatických hradel AH-88 bez návěstních bodů.

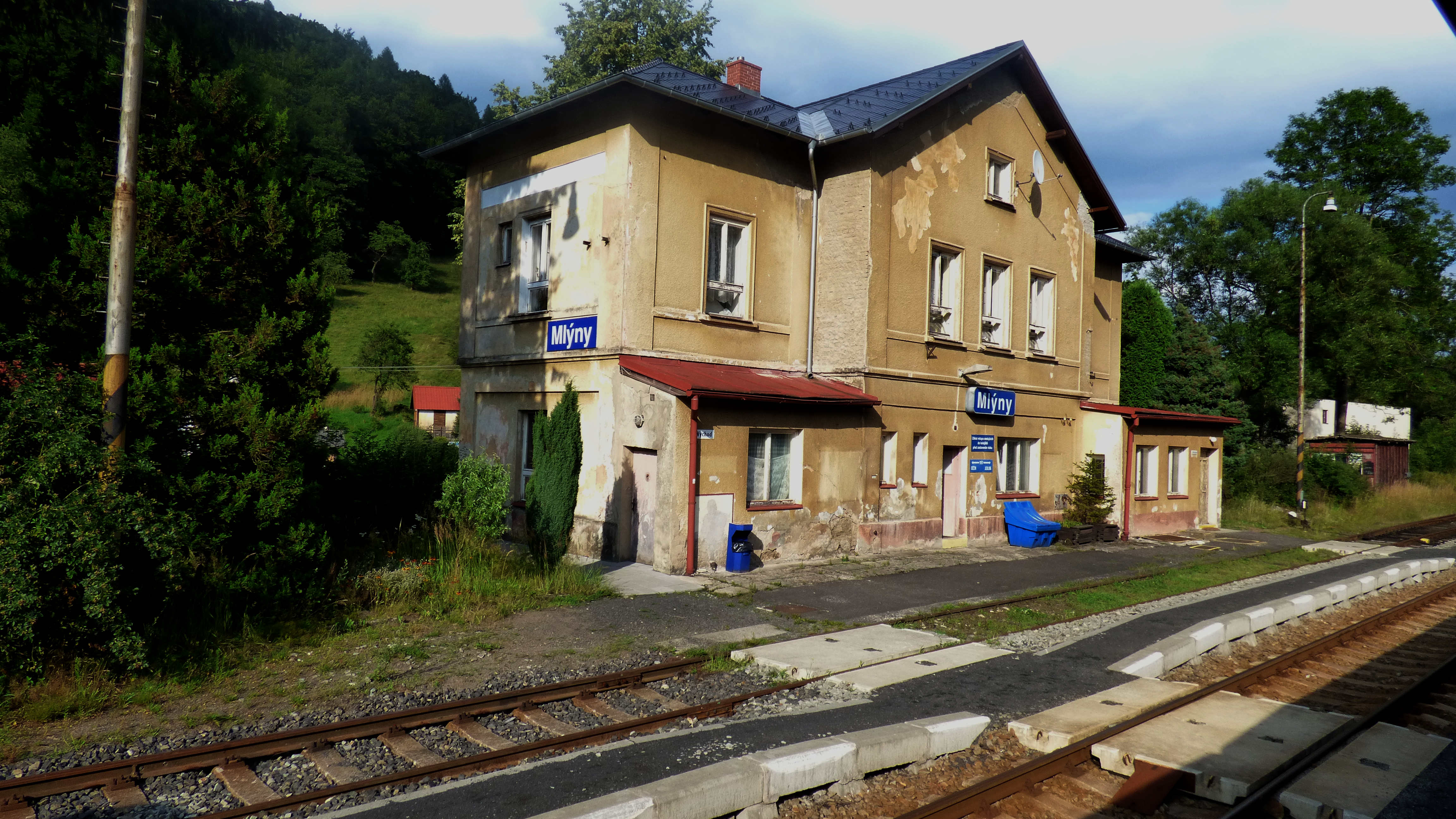
Nádražní budova v roce 2015 (před rekonstrukcí)

### Výpravní budova
Železniční společnost Česká severní dráha v roce 1869 nechala postavit typizovanou přízemní výpravní budovu s prvky romantické architektury podle plánu inženýra Josefa Pavlovského. Jednalo se o stavbu na třídílném půdorysu. K trojosému střednímu rizalitu (19,64 × 8,94) byla připojena jednoosá pětimetrová křídla. V roce 1875 byla budova zvětšena o hrázděné patro, které bylo v roce 1912 nahrazeno zděným patrem.